# Alberto Valentim do Carmo Neto
Alberto Valentim do Carmo Neto, kurz Alberto Valentim, (* 22. März 1975 in Oliveira, Minas Gerais) ist ein ehemaliger brasilianischer Fußballspieler und heutiger -trainer.

## Karriere

### Als Spieler
Seine Karriere begann Valentim 1991 beim brasilianischen Verein América FC, wo er bis 1993 unter Vertrag. 1993 wechselte er für drei Jahre zum Verein Guarani FC. Von 1996 bis 1999 stand er für den Verein Athletico Paranaense. Dieser verlieh ihm in den Jahren 1997 bis 1998 an die Vereine FC São Paulo, Cruzeiro und Flamengo.
Im Januar 2000 unterzeichnete er einen Vertrag beim italienischen Verein Udinese Calcio. Während eines Spieles gegen den Verein Polonia Warschau, wurde bei ihm und Warley do Silva Santos ein gefälschter Reisepass gefunden. Gemäß der Richtlinien der Serie A sind maximal fünf Spieler, die nicht EU-Bürger sind, pro Verein zugelassen. Zudem dürfen maximal drei Spieler eingesetzt werden. Er wurde für ein Jahr gesperrt, diese Sperre wurde vorzeitig aufgehoben.
2005 wurde ihm vom Verein AC Siena ein Co-Ownership Vertrag angeboten. Drei Jahre später kehrte er zum Verein Athletico Paranaense zurück.

### Als Trainer
2014 begann er seine Trainerkarriere beim Verein Palmeiras São Paulo. Zwei Jahre später wurde er beim Verein Red Bull Brasil verpflichtet, dieser entließ ihn während der Staatsmeisterschaft von São Paulo 2017. Von 2017 bis 2019 trainierte er die Vereine Palmeiras, Botafogo FR, Pyramids FC, CR Vasco da Gama und Avaí FC. Von 2019 bis 2020 trainierte er, bereits zum zweiten Mal, den Verein Botafogo FR.
2021 übernahm Valentim  den Erstligaaufsteiger Cuiabá EC, wo er nach dem ersten Spieltag wieder entlassen wurde. Anfang Oktober erhielt er eine erneute Anstellung bei Athletico Paranaense. Mit dem Klub gewann er am 20. November 2021 die Copa Sudamericana. Nachdem sein Klub am ersten Spieltag der Série A 2022 beim FC São Paulo mit 4:0 unterlag, wurde Valentim im April 2022 wieder entlassen.
Am 15. Juni 2022 gab die CS Alagoano bekannt, Valentim als neuen Trainer verpflichtet zu haben. Der Klub hatte seinen Trainer Mozart nach dem 12. Spieltag der Série B 2022, am 13. Juni 2022, entlassen. Ihm selbst wurde am 8. August wieder gekündigt. Nach 10 Spielen standen nur ein Sieg, vier Unentschieden und fünf Niederlagen zu Buche. Am 5. Mai 2023 wurde Valentim von Atlético Goianiense unter Vertrag genommen und am 10. Juli 2023 wurde er nach einer drei Siegen, sechs Unentschieden und drei Niederlagen entlassen.
Ende Februar übernahm er den Trainerposten beim Ituano FC. Trotz eines Abstiegsplatzes in der Staatsmeisterschaft von São Paulo 2024. Führte er den Klub auch in die Série B 2024. Hier wurde er nach dem 32. Spieltag entlassen. Der Klub lag zu dem Zeitpunkt auf dem 19. Platz.

## Erfolge
Athletico Paranaense
- Copa Sudamericana: 2021